# Hampden, Newfoundland och Labrador
Hampden är en ort i Kanada.   Den ligger i provinsen Newfoundland och Labrador, i den östra delen av landet, 1 500 km öster om huvudstaden Ottawa. Hampden ligger 59 meter över havet och antalet invånare är 457.
Terrängen runt Hampden är kuperad österut, men västerut är den platt. Hampden ligger nere i en dal. Trakten runt Hampden är nära nog obefolkad, med mindre än två invånare per kvadratkilometer.. Det finns inga andra samhällen i närheten.
I omgivningarna runt Hampden växer i huvudsak blandskog.